# Basville
Basville is een gemeente in het Franse departement Creuse (regio Nouvelle-Aquitaine) en telt 184 inwoners (2005). De plaats maakt deel uit van het arrondissement Aubusson.

## Geografie
De oppervlakte van Basville bedraagt 22,4 km², de bevolkingsdichtheid is 8,2 inwoners per km².
De onderstaande kaart toont de ligging van Basville met de belangrijkste infrastructuur en aangrenzende gemeenten.

## Demografie
Onderstaande figuur toont het verloop van het inwonertal (bron: INSEE-tellingen).